# Plaza Pigalle

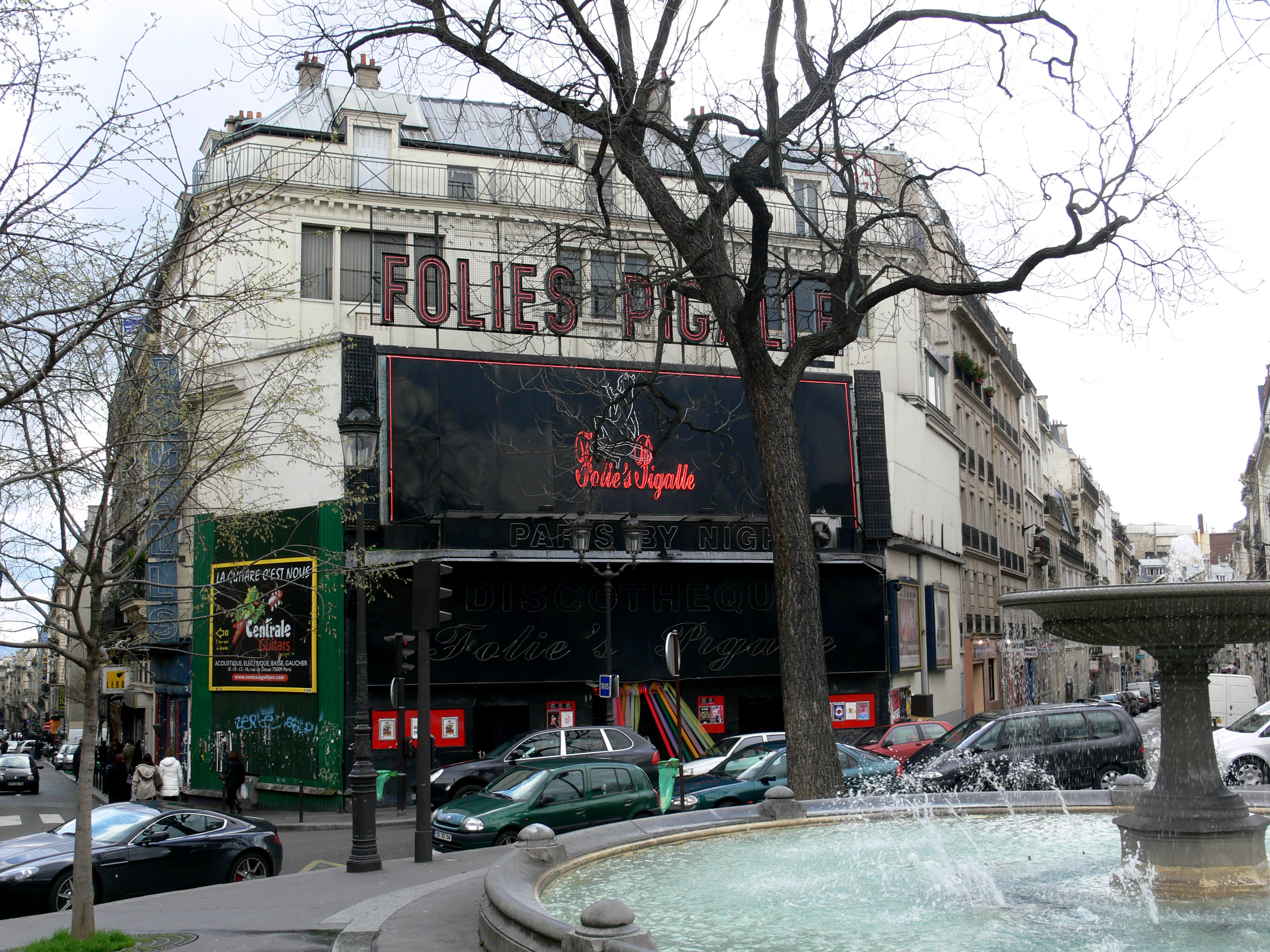
La plaza Pigalle

La plaza Pigalle (en francés: la place Pigalle) es una plaza localizada en el IX Distrito de París, Francia, entre el Boulevard de Clichy y el Boulevard de Rochechouart, cerca de la  Sacré-Cœur, a los pies de la colina de  Montmartre. Este lugar toma su nombre del escultor Jean-Baptiste Pigalle (1714–1785), y es conocido como el distrito del Quartier Pigalle o el barrio Pigalle.

## Historia
La plaza y las calles adyacentes fueron, a finales del siglo XIX, un barrio de estudios de pintores y cafés literarios de los cuales el más famoso fue el Nouvelle Athènes (Nueva  Atenas).
La Place Pigalle inspiró una celebrada canción de Georges Ulmer: "Un p'tit jet d'eau, une station de métro, entourée de bistrots, Pigalle ... ."  ("Un chorrito de agua, una estación de metro, rodeada de bares, Pigalle ....")
«Place Pigalle» es también el título de una canción escrita por Alex Alstone y Maurice Chevalier. Fue grabado con orquesta por Chevalier (Jacques Helian, director de orquesta) en París el 9 de abril de 1946.

El compositor Martin Ellerby dedicó el 2º mov. de su Suite para Banda "Paris Sketches" a la Plaza Pigalle.

## Transporte
- Estación de metro Pigalle